# Saint-Pal-de-Mons
Saint-Pal-de-Mons település Franciaországban, Haute-Loire megyében. Lakosainak száma 2324 fő (2022. január 1.). Saint-Pal-de-Mons Dunières, Lapte, Raucoules, Saint-Didier-en-Velay, Saint-Romain-Lachalm, Sainte-Sigolène és Saint-Victor-Malescours községekkel határos.

## Népesség
A település népessége az elmúlt években az alábbi módon változott:
| Lakosok száma | 1416 | 1423 | 1542 | 1960 | 2225 | 2272 | 2281 | 2293 | 2300 | 2324 |
|               | 1968 | 1982 | 1990 | 2006 | 2013 | 2015 | 2017 | 2019 | 2020 | 2022 |